# Exzellenzcluster Matters of Activity. Image Space Material
Der  Exzellenzcluster Matters of Activity. Image Space Material ist ein interdisziplinäres Forschungsprogramm der Humboldt-Universität zu Berlin, das eine Grundlage für eine neue Materialkultur schaffen und dabei das Analoge in der Aktivität von Bildern, Räumen und Materialien im Zeitalter des Digitalen stärken will.
Es wird innerhalb der Exzellenzstrategie von Bund und Ländern von der Deutschen Forschungsgemeinschaft gefördert. Der Förderzeitraum läuft vom 1. Januar 2019 bis 31. Dezember 2025.
Experten aus mehr als 40 Disziplinen tragen dazu bei – darunter die Materialwissenschaften, Physik, Biologie, Medizin, Kultur- und Geisteswissenschaften, Kunstgeschichte, Medientheorie, Anthropologie, Philosophie und die Designdisziplinen. Dabei wird in drei Forschungseinheiten untergliedert: Practices, Structures und Code, die jeweils eigene Forschungsprojekte beinhalten. Von der grundlegenden Ebene kultureller Materialpraktiken wie zum Beispiel Weben, Filtern und Schneiden (Practices) über die dem Material innewohnenden Strukturen (Structures) bis hin zu neuen Materialcodes (Code) werden mit den insgesamt sechs Projekten (Weaving, Filtering, Cutting, Material Form Function, Object Space Agency, Symbolic Material) systematisch Designstrategien für aktive Materialien und Strukturen untersucht.

## Forschungsprojekte

### Weaving
Als eine der ältesten Kulturtechniken war Weben schon immer existenziell wichtig und sicherte bereits in nomadischen Kulturen das Überleben. Textilien erweitern die Funktion der Haut, machen den Menschen mobil und adaptionsfähig an seine Umwelt. Das betrifft nicht nur das menschliche Individuum, sondern auch Kollektive. Analysiert man z. B. in der Molekular- und Zellbiologie Biofilme von Bakterienkulturen – also vielzellige Kollektive – entdeckt man, dass sie sich zum Schutz gegen die Umwelt mit einer dichten extrazellulären Matrix aus verwobenen Nanofasern umgeben. Daraus leiten sich Fragen ab, wie: Was hält Kollektive zusammen und schützt sie? Wie genau weben Bakterien? Wie kann man das in andere Disziplinen wie z. B. die Architektur übertragen. Strukturen und Prozesse in mikrobiellen Biofilmen können uns darüber hinaus auch beim Design von „smart materials“ inspirieren. Im Zentrum der Forschung steht innerhalb des Projekts das Gewebe der Haut, aber auch verschiedene traditionelle Verfahren des Korbflechtens sowie die Frage nach dem Einfluss, die die Webmethode und das Ausgangsmaterial für die resultierenden Eigenschaften und die Funktion haben.

### Filtering
Große und komplexe Datenmengen werden ebenso auf relevante Informationen gefiltert, wie Wasser durch Filter gereinigt und so zu Trinkwasser wird. Filter selektieren, extrahieren und verändern. Das Projekt Filtering untersucht Filter mit historischen, experimentellen und rechnerischen Ansätzen. Welche Informationen können zum Beispiel durch neue Filtertechniken verstärkt werden? Wie können Prozesse wie die Speicherung, Kommunikation und Verarbeitung von Daten und Bildern oder auch analogen Räume und Materialien durch Filterung verändert werden? Es wird sich auf essentielle physikalische Mechanismen bis hin zu makroskopischen Untersuchungen fokussiert.

### Cutting
Schneiden ist eine der ältesten kulturellen Praktiken und zugleich eine grundlegende Art und Weise, wie Menschen mit Materialien in Verbindung treten. Spezifische Gesten und Werkzeuge verändern und formen materielle Grenzen und führen zu Verflechtungen verschiedener Entitäten. Diese Aktivitäten erstrecken sich über zahlreiche Wissensformen, von alter Handwerkskunst bis hin zu aktuellen High-Tech-Verfahren. Im Bereich der Kunst entstehen durch das Schneiden von Text-, Musik- oder Filmmaterial vielfältige Kompositionen, die neue Erkenntnisse hervorbringen können. In ähnlicher Weise schneiden Chirurgen im Bereich der Medizin in den Körper, um ihn verstehen und heilen zu können. Der Akt des Schneidens ist allgegenwärtig in unsere Art zu denken, zu schreiben und zu sprechen eingebettet. Als Schlüsselkomponente der Kulturtechniken ist das Schneiden an der Schnittstelle zwischen analogen und digitalen Technologien angesiedelt. Innerhalb des Projektes gibt es die Arbeit „Adaptive Digital Twin“. Hier wird das Zentralnervensystem von gesunden Probanden im digitalen Raum abgebildet. Die Kombination verschiedener Datenquellen und Anwendungen erlaubt, anatomische Veränderungen, zum Beispiel durch Tumorwachstum oder chirurgische Eingriffe, zu modellieren und Auswirkungen auf Anatomie, Netz und Funktionalität des jeweiligen Zentralnervensystems vorhersagen zu können. Auf der Grundlage vielfältiger Datenerhebungen werden so fachspezifische Analysemethoden zur präoperativen Planung und Auswertung entwickelt und von der Neurochirurgie der Charité – Universitätsmedizin Berlin erprobt und weiterentwickelt.

### Material Form Function
Aus historisch-genealogischer Sicht sind die moderne Kultur und Technologie weitgehend auf passivierten Materialien wie Beton, Stahl, Sperrholz und Glas aufgebaut. Die modernen Techniken der Passivierung von Material sind für den erschöpfenden Verbrauch von Ressourcen und Energie verantwortlich. Vor diesem Hintergrund kann die interdisziplinäre Forschung der inhärenten Selbstaktivität von (Bio-)Materialien als ein kritischer Eingriff hin zu neuen Formen der Technizität und von Produktions- und Herstellungsprozessen verstanden werden, für die Vorstellung einer nachhaltigeren Zukunft und für eine neue Kultur des Materialen. In dem Projekt werden Materialsysteme erforscht, bei denen mikro- und makroskopische Geometrien und die damit verbundenen Eigenschaften auf verschiedenen strukturellen Ebenen interagieren.

### Object Space Agency
In diesem Projekt werden Beziehungen aktiver Materialien im Bereich von Objekten, Personen und architektonischen Strukturen untersucht. Indem der Fokus weiter von den Objekten auf die Materialität der räumlichen Produktion und die räumliche Aktivität der Materie ausgedehnt wird, können wir unsere Wahrnehmung und unser Verständnis unserer gebauten, gewachsenen und erhaltenen Umwelt neu sensibilisieren. Ausstellungen und Sammlungen stehen heute vor der Herausforderung, sich nicht nur mit den immobilisierten Objekten, sondern gleichermaßen mit den verschiedenen Dimensionen ihrer Aktivität auseinanderzusetzen. Ziel ist es, neue Ausstellungsformate zu entwickeln, die das Geflecht der Exponate und der Besucher als Akteure durch die Aktivität von Materialien sichtbar machen. In diesem Sinne wandeln sich Besucher von externen Betrachtern zu Akteuren innerhalb der Ausstellung. Diese Ausstellungsformate werden im Humboldt Labor und im Tieranatomischen Theater iterativ erprobt und reflektiert.

### Symbolic Material
Der Perspektivwechsel von vermeintlich passivem Material zu aktiver Materie, die in der Lage ist, aus ihrer inneren Struktur heraus symbolische Prozesse hervorzurufen, hat eine Verschiebung traditioneller Grenzen zwischen Natur und Kultur zur Folge. Auch andere traditionelle Dichotomien (Körper–Geist, aktiv–passiv, materiell–symbolisch) können so als wandelbare Kategorien neu gedacht werden. Das Projekt Symbolic Material untersucht die materiellen Grundlagen symbolischer Prozesse in Wechselwirkung mit symbolischen Dimensionen von Materialien aus Sicht der Philosophie, der Mathematikgeschichte, der Physik und der Neurowissenschaften.

## Sprecher
- Wolfgang Schäffner
- Horst Bredekamp
- Claudia Mareis
- Peter Fratzl

## Beteiligte Institutionen
- Charité – Universitätsmedizin Berlin
- Freie Universität Berlin
- Hochschule für Technik und Wirtschaft Berlin
- Kunstgewerbemuseum Berlin
- Max-Planck-Institut für Kolloid- und Grenzflächenforschung, Potsdam
- Technische Universität Berlin
- weißensee kunsthochschule berlin

## Publikationen
- Bauer, F., Kim, Y., Marienberg, S., Schäffner, W. (Hrsg.): Toward a New Culture of the Material. De Gruyter, Berlin 2024.
- Hengge, R.: The Biological Foundation of Sustainability: The Essential Role of Microbes in Planetary Metabolism. In: Bredekamp, H. for the Cluster of Excellence Matters of Activity (Hrsg.): Raue Reihe / Raw Studies, De Gruyter, Berlin 2024.
- Picht, T., Roethe, A. et al.: Conceptualisation and Implementation of a Competency-based Multidisciplinary Course for Medical Students in Neurosurgery. In: Advances in Medical Education and Practice 15. 2024, 565-573.
- Fekonja, L. S., Schenk, R. et al.: The Digital Twin in Neuroscience: From Theory to Tailored Therapy. In: PsyArXiv. 2024, 1-10.
- Douny, L., Hernández Lobato, J. I., Séré, A., Sawadogo, S., Hengge, R.: The Hunter Shirt: The Role of Acacia nilotica in Fermentative Textile Dyeing. In: Acta Horticulturae 1361. 2023, 67–76.
- Perraudin, L., Winkler, C., Mareis, C., Held, M. (Hrsg.): Material Trajectories. Designing With Care? Meson press, Lüneburg 2023.
- Bonavia, E., Farmer, J., et int., Dierichs, K.: Minimal machines: Augmented reality for filament-construction of partially ordered systems in architecture. In: Construction Robotics 7(3–4). 2023, 329–350.
- Fratzl, P., Sauer, C., Razghandi, K. (Hrsg.): Special Issue: Bioinspired Architectural and Architected Materials. In: Bioinspiration & Biomimetics. 2022.
- Sauer, C., Stoll, M., Fransén Waldhör, E., Schneider, M. (Hrsg.): Architectures of Weaving. From Fibers and Yarns to Scaffolds and Skins. Jovis, Berlin 2022.
- Ribault, P. (Hrsg.): Design, Gestaltung, Formatività. Philosophies of Making. Birkhäuser, Basel 2022.
- Mareis, C., Greiner-Petter, M., Renner, M. (Hrsg.): Critical by Design? Genealogies, Practices, Positions. transcript, Bielefeld 2022.
- Eder, M., Schäffner, W., Burgert, I., Fratzl, P.: Wood and the Activity of Dead Tissue. In: Advanced Materials 33(28). 2021, 2001412.
- Fratzl, P., Friedman, M., Krauthausen, K., Schäffner, W. (Hrsg.): Active Materials. De Gruyter, Berlin 2021.
- Picht, T., Le Calvé, M. et al.: Offener Brief: A Note on Neurosurgical Resection and Why We Need to Rethink Cutting. In: Neurosurgery. 2021, S. E289–E291.
- Wenig, C., Dunlop, J. W. C. et al.: Advanced materials design based on waste wood and bark. In: Philosophical Transactions of the Royal Society A: Mathematical, Physical and Engineering Sciences. 2021, 20200345.
- Marguin, S., Rabe, H., Schäffner, W., Schmidgall, F. (Hrsg.): Experimentieren. Einblicke in Praktiken und Versuchsaufbauten zwischen Wissenschaft und Gestaltung. transcript, Bielefeld 2019.

## Untersuchungsobjekte / Ausstellungen
- Sauer, C. (Projektleiter) et al.: Active Curtain. Humboldt Labor, Humboldt Forum Berlin. Since 29. April 2021.
- Le Calvé, M., Kim, Y. (Kuratoren, Projektleiter), Delle, A. et al.: Stretching Materialities – Hidden Activities in Objects and Spaces. Project by Object Space Agency. Tieranatomisches Theater, Humboldt-Universität zu Berlin. 14. Oktober 2021 bis 16. Dezember 2021.
- Zwick, C., Glaser, J., Rasehorn, F. (Supervisor) et al.: Hyper Haptics - Oscillating between physical and virtual tactility. weißensee school of art and design berlin: Hyperhaptics — Embodied Interaction (1) 2021.
- Büsse, M., de Visscher, E. (Kuratoren) et al.: Design Lab #13. Material Legacies. Exhibition. Cluster of Excellence »Matters of Activity«, Humboldt-Universität zu Berlin, Kunstgewerbemuseum. 2022.
- Douny, L., Krauthausen, K., Sattler, F. (Kuratoren) et al.: DAOULA | sheen. West African Wild Silk on Its Way. Ausstellung, Tieranatomisches Theater. 2022.

## In den Medien
- Lessing, N.: Entschieden für die Endlichkeit. Der Exzellenzcluster Matters of Activity setzt auf eine neue Kultur des Materialen. Der Tagesspiegel, 18. Februar 2019.
- Fratzl, P., Sica, J.: »Wo analoge Lösungen effizienter sind als digitale. Der Materialwissenschafter von Weltrang über Informationsverarbeitung in der Natur und das Recyclingproblem.« Der Standard, 2. März 2020.
- Hoferichter, A.: Rinde zum Anziehen. mit Wenig, C. Süddeutsche Zeitung, 22. September 2020.
- Drosten, C., Niewöhner, J.: Extremer als es uns guttut – Was Klimawandel mit Pandemien zu tun hat und Umweltschutz mit Kultur. Podcast. 27. Oktober 2020.
- Brembs, B., Förstner, K. et al.: »Auf einmal Laborratte.« Frankfurter Allgemeine, 2. Dezember 2020.
- Hengge, R. Bakterien - Gefahr im Biofilm (Radiobeitrag). Bayern 2, 12. August 2021.
- Molitor, N. 2022. Ausstellungsempfehlung für Berlin: Am Knotenpunkt des Materials. taz, 15. November 2022.
- Murašov, E.: Berliner Spitzenforschung. Guter Stoff für eine nachhaltige Zukunft. Tagesspiegel, 12. Dezember 2022.
- Müller, M.: Kein Zurück zur Natur. Frankfurter Allgemeine Zeitung, 7. Februar 2023.
- Ingolf, P.: Gemeinsam spinnen. Von Afrikas Wissen für die Zukunft lernen. Tagesspiegel, 19. Januar 2023.